# アルバートニクス
アルバートニクス（学名：Albertonykus）は、カナダのアルバータ州に分布する上部白亜系の地層で化石が発見された、アルヴァレスサウルス科に属する獣脚類の恐竜の属。名前は「アルバータの鉤爪」を意味する。アルバートニクス・ボレアリス（学名：Albertonykus borealis）が知られており、種小名は「北の」を意味する。太い鉤爪の備わった1本の機能指を有し、これを用いてシロアリを捕食していたことが考えられている。

## 特徴

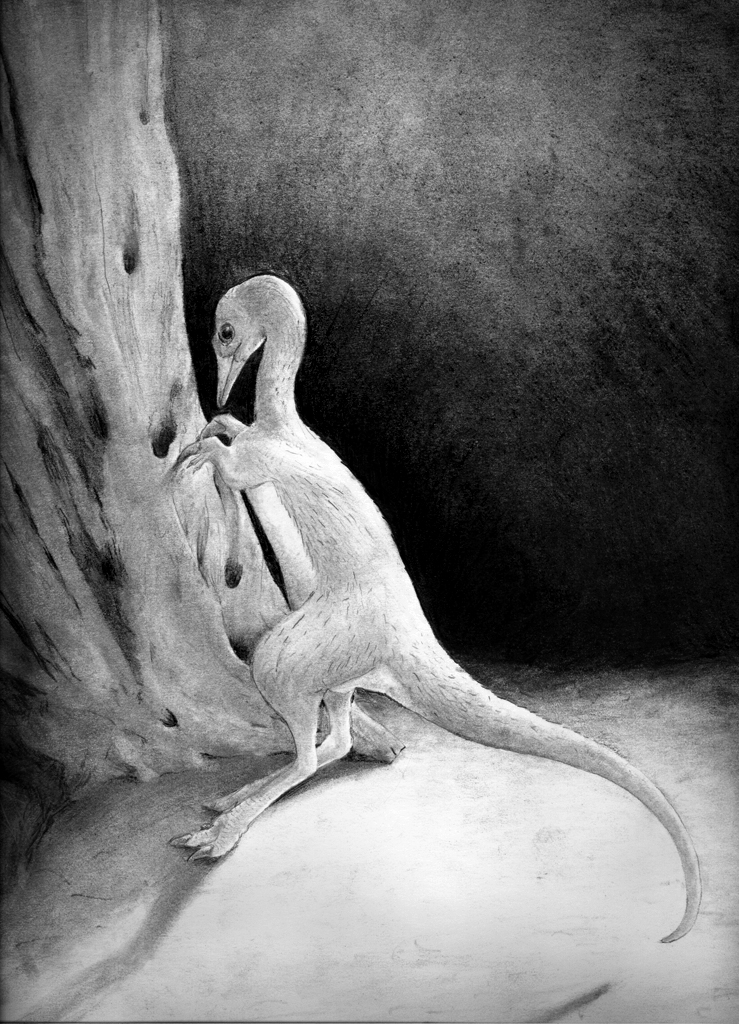
アルバートニクスが木の中にいるシロアリを食べてようとしている様子

ニワトリほどの大きさで二足歩行を行う動物であり、グレゴリー・ポールの推定では全長1.1メートル、体重約5キログラムに達する。化石は断片的であり、ごく一部の体骨格のみが知られている。
アルヴァレスサウルス科全体に共通する特徴であるが、本属の前肢は短く、機能指は太い鉤爪を伴った1本のみである。この鉤爪は木の内部に生息するシロアリを捕食することに便利であったと推測されている。

## 産地
化石はカナダで発見されている。本属の発見以前のアルヴァレスサウルス科の恐竜は南アメリカ大陸とアジアで発見されており、南アメリカからはアルヴァレスサウルスとパタゴニクス、モンゴル国からはモノニクスとシュヴウイアとパルヴィカーソルが知られていた。本属の発見は新たに北アメリカ大陸での産出例を与え、南アメリカで出現したアルヴァレスサウルス科の系統が北アメリカを渡ってアジアへ進出したとする本科の進化史の仮説を提供している。
アルバートニクスの化石はホースシューキャニオン層の上部で産出しており、地質年代は後期白亜紀のマーストリヒチアン期中期とされる。沿岸域に沼地・湿地の広がる、発達した森林のある湿潤環境の氾濫原に生息していたと推察される。